# Jan Van Mierlo
Jean François (dit Jan) Van Mierlo, né le 16 octobre 1888 à Turnhout et décédé le 18 décembre 1977 à Vieux-Turnhout fut un homme politique nationaliste flamand catholique belge.

## Biographie
Van Mierlo fonda pendant la 1re guerre à Baarle-Nassau sa propre imprimerie. Dès 1919, il transféra les activités à Turnhout (NV LOVI, ensuite NV Lityca). Dès 1932, une maison d'édition fut jointe à l'imprimerie, où fut édité e.a. De Week, quotidien catholique. Entre 1929 et 1932, il siégea au sénat comme sénateur provincial représentant le parti nationaliste flamand Katholieke Vlaamsche Volkspartij. En 1947, son entreprise devient la NV Van Mierlo-Proost.

## Sources
- bio sur ODIS